# Eugenia Greceanu
Eugenia Greceanu (n. 28 martie 1928, București, România – d. 11 iunie 2016, București, România) a fost o arhitectă română cu o activitate profesională însemnată în domeniul protecției și restaurării monumentelor istorice. A fost autoarea unor studii istorico-arhitecturale și de istorie a orașelor, realizând studii istorice de fundamentare pentru documentații de urbanism și de sistematizare pentru orașe și teritorii cu un valoros patrimoniu arhitectural. Atât ca șef de proiect, cât și în cadrul unor colective de arhitectură, a participat la restaurarea unor importante monumente istorice.

## Biografie
Eugenia Greceanu a fost fiica maiorului Mihail Gh. Popescu, ofițer, și a Smarandei Panaiot, care provenea dintr-o familie de negustori greci. Între anii 1939 și 1947 a urmat învățământul secundar în cadrul liceului „Carmen Sylva” din București unde a dezvoltat o adevărată pasiune pentru literatură și limbi străine (germană, engleză, franceză și italiană, alături de limba latină) dorind să urmeze o carieră în domeniul istoriei literaturii și a filologiei comparate. Influențată de anumite evenimente politice cât și de o discuție cu profesoara Constanța Georgescu, acestea au determinat-o să se orienteze spre alte domenii oscilând astfel între profesiile celor mai apropiate rude din familie: Adrian Gheorghiu, arhitect și a soției acestuia, Marcela, medic. Viitoarea profesie aleasă a fost arhitectura, având mai multe tangențe cu literatura. Pregătirea pentru admiterea la facultate a realizat-o în cadrul biroului de proiectare al arhitectului Adrian Gheorghiu, reușind în 1947 să fie admisă în primii 15 studenți.
În 1952 a finalizat studiile Facultații de Arhitectură „Ion Mincu”, București.
În primăvara anului 1953, în cadrul atelierului de proiectare al arhitectului Adrian Gheorghiu, l-a cunoscut pe Radu Scarlat Greceanu, istoric arhivist, dat afară de la Institutul de Istorie al Academiei RPR și de la Arhivele Statului, integrate Ministerului de Interne. Tot în același an, pe data de 24 decembrie 1953, Eugenia Greceanu și Radu Scarlat Greceanu s-au căsătorit civil.
Eugenia Greceanu a murit pe data de 11 iunie 2016 la București și este înmormântată la Cimitirul militar Ghencea.

## Activitate
A început cariera de arhitect în anul 1952 în atelierul arhitecților Adrian Gheorghiu și Henri H. Stahl, realizând studii de sistematizare la ICSOR (Institutul Central pentru Sistematizarea Orașelor și Regiunilor).
Între anii 1954 și 1959 a realizat proiecte de restaurare în cadrul atelierului „Monumente istorice” din ICSOR-ISCAS (Institutul de studii și proiectare pentru construcții, arhitectură și sistematizare), atelier condus de arhitecții Ștefan Balș și Radu Udroiu.
În anul 1960 a devenit referent al Direcției Monumentelor Istorice (DMI) din CSCAS (Comitetul de Stat pentru Construcții, Arhitectură și Sistematizare) pentru regiunile Brașov, Mureș și Hunedoara. După 1968 a preluat ca referent și județele Brașov, Sibiu, Covasna și Harghita. În această perioadă până în 1970 a participat la revizuirea și completarea Listei Monumentelor Istorice.
În noiembrie 1972 a fost numită șef al serviciului de avizare al Direcției Monumentelor Istorice din CSCAS. În tot acest timp, a scris teza de doctorat cu titlul „Arhitectura bisericilor românești de zid din Transilvania, secolele XIII-XVII”, sub îndrumarea profesorului Grigore Ionescu. Finalizată în 1974, teza o va susține în 1977.
În 1974 a fost transferată la echipa de proiectare a DPCN (Direcția Patrimoniului Cultural Național) unde, printr-o conjunctură mai puțin favorabilă, va avea obligația să studieze doar orașele extra-carpatice.
Între anii 1974 și 1977 a realizat trei studii de delimitare a valorilor arhitecturale și urbanistice din orașele Roman, Pitești și Botoșani, a redactat un normativ de proiectare a restaurării monumentelor istorice și a participat la corectarea proiectului Legii Patrimoniului Cultural Național.
În urma desființării DMI în 1977, a fost transferată la Muzeul de Istorie al RSR, în cadrul secției de evidență a siturilor arheologice, unde a continuat să studieze orașele extra-carpatice: Botoșani, Pitești, Câmpulung-Muscel. A publicat studiile de istorie a orașelor extra-carpatice la MIRSR, cu definitivarea proiectului Botoșani (1980-1981). A redactat studii pentru ansamblurile medievale din Pitești și Botoșani, dar și pentru transformarea Cetățuii Brașovului în restaurant și hotel. Tot în această perioadă a făcut cercetări de teren în județele Arad și Timiș pentru avizări ale Direcției Economice și a Patrimoniului Cultural Național din cadrul CCES (Consiliul Culturii și Educației Socialiste). A lucrat la aceste proiecte până în anul 1983, când a ieșit la pensie.
Anii 1983-1989 au reprezentat o perioadă prosperă de cercetare și de publicare a studiilor realizate. După 1990 și-a reluat activitatea în domeniul conservării și restaurării monumentelor ca membru al Comisiei Monumentelor, Ansamblurilor și Siturilor Istorice.
Între 1993 și 2001 a fost președinte al ICOMOS, fiind numită între timp Președinte de Onoare al CNR-ICOMOS, funcție la care a renunțat în 2004. Tot în această perioadă a susținut cursuri, în calitate de profesor asociat, la catedra de Istoria Arhitecturii din cadrul Universității de Arhitectură „Ion Mincu”, București.

## Lucrări
În cadrul atelierelor de proiectare, a fost șef de proiect pentru restaurarea următoarelor monumente istorice:
- 1955-1956 - Mănăstirea Gura Motrului;
- 1958 - Biserica și vechea stăreție a mănăstirii Strâmba;
- 1958 - Incinta mănăstirii Sucevița;
- 1958-1959 - Bastionul Bethlen și Turnul Cizmarilor din Cluj;
- 1960 - Casa Hirscher, Brașov;
- 1964 - Casa de piatră din Herăști;
- 1964 - Biserica mănăstirii Cotmeana;
- 1965 - Reconstituirea vechii stăreții și a incintei schitului Clocociov;
- 1959 - Cetatea Râșnovului;
- 1971 - Mănăstirea Brâncoveni;

În colaborare cu alți șefi de proiect, a lucrat la restaurarea următoarelor monumente istorice:
- 1953 - Palatului Cuza Vodă, Iași;
- 1955 - Casa aurarului din Bistrița;
- 1955 - 1957 - Castelul Huniazilor, Hunedoara;
- 1957 - 1958 - Biserica Sfântul Nicolae din Densuș;
- 1959 - Mănăstirea Galata, Iași;
- 1961 - Mănăstirea Mamu;
- 1961 - Clopotnița bisericii din Valea Danului;
- Incinta mănăstirii Govora;[6]
- Mănăstirea Tismana;[6]

Activitatea în zona de urbanism și sistematizare, ca șef de proiect, a fost marcată prin proiectul de sistematizare a bazinului Argeșului (1952), a bazinului inferior al Dunării pe sectorul Oltenița-Galați (1953), proiectele de sistematizare a râului Buzău (1953) și a bazinului inferior al Dunării pe sectorul Călărași-Măcin (1959).

## Publicații
A publicat peste 75 de lucrări și studii istorice, printre care:
- studiul „La structure urbaine médiévale de la ville de Roman” , Revue Roumaine d Histoire, XV, nr. 1, 1976, pp. 39–56[5]
- studiul „Un problème actuel: l’urbanisme médiéval en Roumanie”, Revue Roumaine d’Histoire, XVIII, nr. 1, 1979, pp. 133–153[5]

## Distincții
- 1965 - Premiul UAR pentru proiectul de restaurare Casa de piatră din Herăști[2]
- 2006 - Opera Omnia - Anuala de Arhitectură a Municipiului București[6]

### Decorații
- Ordinul național „Pentru Merit” în grad de Cavaler (1 decembrie 2000) „pentru realizări artistice remarcabile și pentru promovarea culturii, de Ziua Națională a României”[7]